# Zvon

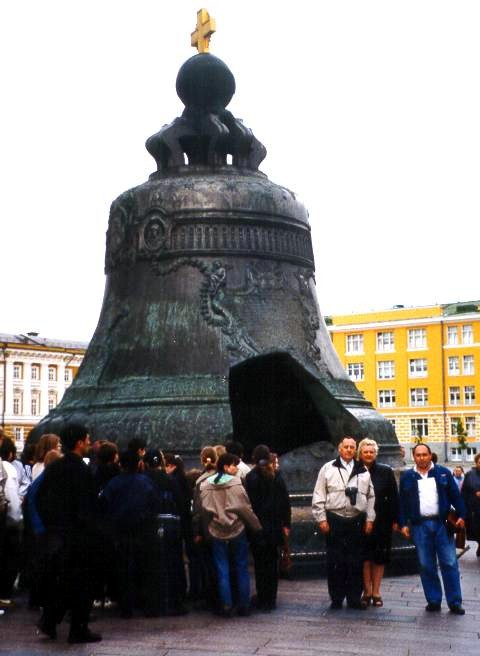
Car kolokol v Moskvě

Zvon je samozvučný bicí nástroj kalichovitého tvaru, sloužící ke svolávání věřících k modlitbě nebo jiné signální funkci. Je tvořen tělem zvonu a srdcem, které je zavěšeno uprostřed těla zvonu a je pohyblivé (bicí součást zvonu). Velké zvony jsou odlévány zkušenými kovolijci, respektive zvonaři, ze zvláštní bronzové slitiny tzv. zvonoviny. Je možné se setkat také se zvony, které jsou odlity z oceli. Zvony bývají zdobeny nápisy a reliéfy a jsou zvukově naladěny na konkrétní tón. Malé zvony a zvonky mohou být vyráběny i z plechu, lisováním či jinou vhodnou strojní technologií. Zvony se zabývá kampanologie.
Zvony jsou nejčastěji používány v církevní praxi v chrámech, klášterech, kostelích a kaplích. V některých obcích mohou být zřízeny samostatné zvonice či zvoničky, církevní i světské (kupř. požární). Zvony slouží ke svolávání na mši, pro odzvánění času i při mimořádných společenských událostech, nejčastěji při úmrtích osob, kdy se zvoní umíráček, ale i při svatbách, narozeninách význačných osob, korunovacích panovníků, inauguracích volených hlav států apod. Zvonění je odedávna užíváno coby poplachový signál – například při požáru, povodních, při vpádu cizích vojsk, dnes také při radiačním nebezpečí. Dále se zvony a zvonky používají v symfonické hudbě jako zvláštní bicí nástroj. Velké zvony v katolických kostelích bývají pojmenovávány po světcích a musí být také řádně vysvěceny. Mezi významné památky patří hudební nástroje složené z většího počtu zvonů, tzv. zvonkohry.
Osoba rozeznívající zvon se nazývá zvoník.

## Názvy jednotlivých částí zvonu

Části zvonu: 1. hlava, 2. koruna, 3. čepec 4. rameno, 5. krk, 6. lem, 7. věnec, 8. ústa, 9. srdce, 10. věnec

Zvon jako celek lze rozdělit na dvě základní části: tělo a srdce.
Tělo se dále dělí na čtyři části (odspoda): věnec, krk, čepec a koruna.
- Věnec je dolní část zvonu, do níž bije srdce. Tloušťka věnce (největší tloušťka těla zvonu) se podle úderů, kterým je vystavena, nazývá rána (též šlak, z německého der Schlag). Dolní část, zužující se konec od věnce směrem dolů se jmenuje lem.
- Krk je střední část těla zvonu mezi čepcem a věncem, hlavní plocha, na níž se uplatňuje nejvíce reliéfů a nápisů. Pro krk se velmi často užívá také název plášť, který má ještě vedlejší význam (hliněná forma pro odlití vnějšího profilu zvonu).
- Čepec je horní část těla zvonu, zpravidla lemovaná pásem nebo linkou. Horní ploše čepce se říká příklop, rozhraní mezi krkem a čepcem se nazývá rameno.
- Koruna slouží k upevnění zvonu na zvonové hlavě, proto se skládá z uch (též ramen). Ucha bývají všelijak uspořádána různým způsobem podle záměru zvonaře. Základní uspořádání je kolem centrálního ucha, které se nazývá střední, kolem nějž je různý počet postranních uch. U nových zvonů se dnes někdy užívá jen jedno, ploché ucho, tzv. talířová koruna.

Srdce je ve zvonu zpravidla zavěšeno na koženém pásu, tzv. bandalíru, který je upevněn na vnitřní ucho (též šarnýr), kterých může být i více.
Srdce se dále dělí na čtyři části (odshora): oko, sloužící k zavěšení, dřík – dlouhá část srdce, pěst, která při zvonění bije do věnce, a rozeznívá tak zvon, a výpusť - dolní zakončení srdce zvonu. Výpusť byla v minulosti často přeexponována přílišnou hmotností a ještě na svém konci rozšířena o tzv. kotvu. U zvonů, u nichž se rozhoupává pouze srdce a nikoli celý zvon, slouží výpusť k zavěšení provazu, aby se při vyzvánění nedostal mezi srdce a věnec.
Dolní otvor zvonu se nazývá ústa, což se pěkně shoduje s pojmem hlas, jak se říká zvuku zvonu. Průřez (profil) zvonu je žebro.

## Způsoby zvonění

### Tradiční zvony
V Česku nejběžnějším způsobem zavěšení zvonu je případ, kdy je zvon upevněn na zvonové hlavě s pákou, na niž je upoután provaz. Taháním provazu v pravidelném rytmu se zvon rozhoupá a srdce uvnitř zvonu bije o jeho stěnu.
Ve 20. století se v některých kostelích začal náhradou za zvoníka používat elektrický vyzváněč, který zvon rozhoupává automaticky.

### Obrácené zvony
Vedle tradičního způsobu zavěšení zvonu ve svislé poloze lze občas nalézt i zvony, zvané „rebelantské“, „husitské“ či zvony „s vysokým točením“, které visí nebo spíše stojí hlavou dolů a pouze při zvonění se spustí do běžné polohy a pak se na ně zvoní šlapáním na páku, připevněnou ke zvonové hlavě. Zvon se zaráží o příčně položenou osu a ke zvonění dochází jen na jedné straně, což vede k velmi pomalým, rozvážným úderům. Tento způsob zavěšení je v Česku (ale i ve světě) poměrně neobvyklý, najdeme jej pouze v Kouřimi a Rovensku pod Troskami. Máme však doklady i o jiných obcích (Velim, Kolín, Sedlčany, Jabkenice, Jistebnice), kde byly v minulosti zavěšeny „rebelantské“ zvony, později však byly převěšeny. K převěšování docházelo především za Josefa II., který rebelantské zavěšení zakázal, neboť při něm docházelo k úrazům.

### Pevně zavěšené zvony se srdcem
Jiným způsobem zavěšení je, že zvon je pevně zapuštěn do zdiva a nehoupe se; při zvonění se rozhoupává pouze srdce. Tento způsob je v Česku uplatňován spíše výjimečně, většinou z bezpečnostních nebo prostorových důvodů, zatímco v pravoslavných chrámech, především v Rusku, je to nejběžnější zavěšení zvonů. Při zvonění se tluče o stěnu zvonu pro nás nezvykle ne na dvou, ale na třech místech. Díky tomuto způsobu zavěšení mohou být ruské zvony daleko hmotnější než evropské.

### Pevně zavěšené zvony s kladivem

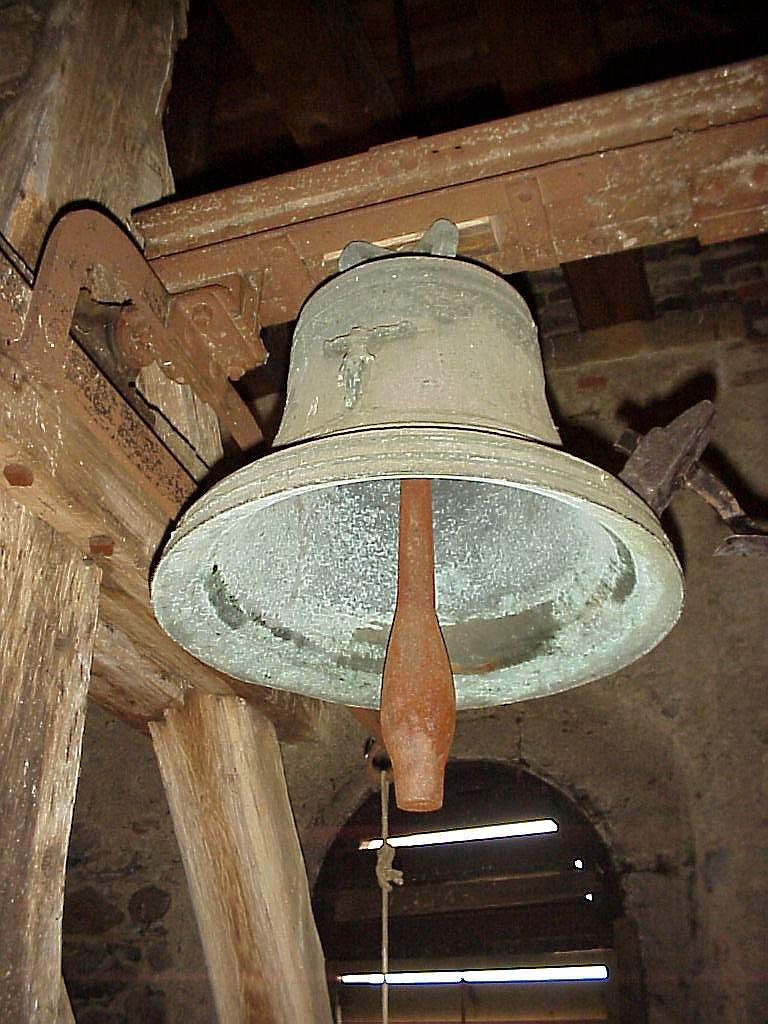
Zvon se srdcem i kladivem

Také v zemích Orientu jsou zvony často zavěšeny „na pevno“ a zvonění se nerealizuje pomocí vnitřního srdce, ale vnějším kladivem. Tamní zvony mají ovšem zcela odlišný, více uzavřený tvar a zpravidla jen jedno ucho. Tento způsob zavěšení je v Česku možno nalézt, a to u hodinových cymbálů, rozeznívaných kladívky hodinového stroje, nebo u zvonů, funkčně tyto cymbály zastupujících – v některých kostelích lze spatřit dokonce zvony, které mají jak srdce, tak kladivo, neboť se užívají k vyzvánění i k odbíjení času.

## České zvony

### Nejstarší
- Umíráček (1281) - Chebské muzeum Cheb
- Fragmenty zvonu z klášterního kostela sv. Vojtěcha v Břevnově (1312), po roce 1420 ve věži Staroměstské radnice, spadl při požáru 6. 5. 1945, Muzeum hl. m. Prahy
- Zvon z minoritského kláštera v Benešově u Prahy (1322) odlil Mistr Rudger
- Zvon Vilém z kláštera ve Vilémově (asi 1330), kostel P. Marie Havlíčkův Brod

### Největší
- zvon Zikmund, který se nachází ve věži Svatovítské katedrály na Pražském hradě. Ve starší literatuře se uvádí jeho hmotnost 16,5 tuny,[5] podle novějšího odhadu Petra Rudolfa Manouška je však asi o 3 tuny lehčí.
- Zvon #9801 (9 801 kg) odlitý roku 2022 jako památník pro Prahu připomínající 9 801 zvonů zabavených za druhé světové války.[6]
- zvon sv. Václav (8,2 tuny) v olomoucké katedrále svatého Václava.
- zvon Augustin v Bílé věži v Hradci Králové
- zvon z roku 1393 v brněnském kostele svatého Tomáše (ulitý „Ke cti Boha všemohoucího a jeho rodičky Panny Marie, svatého Tomáše apoštola“) je nejstarší a největší zvon v Brně[7]
- zvon sv. Josef v bazilice Nanebezvetí Panny Marie a svatých Cyrila a Metoděje na Velehradě. O zvon pečují velehradští zvoníci.
- zvony o hmotnosti 5 až 7 tun se nacházejí opět v Brně (kostel svatého Jakuba), Lipníku nad Bečvou, Rychnově nad Kněžnou, Jihlavě, Praze (Týnský chrám), Klatovech a v Olomouci (katedrální zvon Panny Marie Svatohostýnské).[8]

### Zvonkohra (carillon)
V Česku nejznámější jsou zvonkohry v Pražské Loretě, v bazilice na Vyšehradě, v Brně na Špilberku a v Ostravě.

## Známé světové zvony
Zavěšení zvonů na pevno umožňuje, aby orientální i ruské zvony měly daleko větší hmotnost a tedy i mohutnější hlas a bohatší výzdobu než zvony evropské, jedním dechem je však třeba dodat, že na harmoničnost hlasu se u tamních zvonů nedbá tak, jako u evropských zvonů a jakákoli výzdoba hlas zvonu ovlivňuje.
Největší zvon na světě se nachází v Moskvě a je jím slavný Car kolokol, který váží 193 tun, je vysoký 6 metrů, stejný je i jeho dolní průměr a jeho šlak (nejsilnější část žebra, kam tluče srdce) měří kolem 60 cm. Byl vyroben v letech 1735–1737 otcem a synem Motorinovými. Ironií je, že tento zvon nikdy nezazvonil, protože než mohl být zavěšen, byl r. 1737 požárem Kremlu rozžhaven, a když jej lidé polili vodou, zvon pukl.
Druhým největším zvonem světa byl asi stočtyřicetitunový zvon z r. 1902 v Ósace v Japonsku v chrámě Šitenno-ji, který byl r. 1942 zrekvírován a roztaven.
Největším dosud funkčním zvonem na světě je patrně zvon ve městě Mingun v Myanmaru (Barma), který nechal ulít král Bhouthobhuya v r. 1790 a který váží 88 tun.
Největší zvon, na nějž se zvoní rozhoupáním, se nenachází v Evropě, nýbrž v Japonsku, a to nedaleko města Gotenba na ostrově Honšú. Váží přes 36 tun a vyrobila jej v r. 2006 nizozemská zvonárna Royal Eijsbouts v Astenu za přispění českého zvonaře Petra Rudolfa Manouška.
Do té doby byl největším zvonem tohoto typu zvon v katedrále v Kolíně n. Rýnem a zvon Pummerin z kostela sv. Štěpána ve Vídni, který váží 22,5 tuny a byl vyroben v letech 1951–1952 náhradou za původní zvon z r. 1711, ulitý z děl, ukořistěných Turkům, který však byl zničen požárem kostela za II. světové války.
Mezi další velké a známé zvony patří pařížský Savoyarde, londýnský Big Ben nebo krakovský Zikmund. Snad vůbec nejznámější světová zvonice se nachází v italském městě Pisa všeobecně známá pod názvem Šikmá věž v Pise.

## Dějiny zvonařství
Nejstarší zvony světa se vyráběly ve 3. tisíciletí př. n. l. v Mezopotámii. Pravděpodobně nejstarší nález zvonu pochází z Ninive, a to ze 3. tisíciletí př. n. l. Modlitební zvonky jsou doloženy také ve starověké Palestině, Číně a Egyptě, později také ve Starověkém Řecku, kde se zvonky svolával lid k obětem, ve Starověkém Římě se pak zvonilo i s účelem ryze světským, např. při otevření lázní, shromážděních lidu apod. První odlévané zvony pořizovali křesťanští mniši od 5. století. V té době byly zvony užívány především v klášterech. Do kostelů a měst se začaly rozšiřovat od 10. století. Od 12. století začaly zvony získávat svůj charakteristický zvonovitý tvar, od 16. století už mají dnešní podobu včetně tvaru čepce, koruny a systému zavěšení.
Nejstarší zvony na českém území máme doloženy v 9. století. Od 14. století se v českých zemích začaly zvony také vyrábět. Svého vrcholu co do počtu i kvality výrobků dosáhlo české zvonařství v 16. století. Po třicetileté válce docházelo k jeho úpadku. Nejvíce byly zvony postiženy rekvizicemi první a druhé světové války, které zničily asi dvě třetiny českých zvonů. Od 2. poloviny 20. století v Česku působí dvě velké zvonařské dílny, a sice Manouškové v Praze na Zbraslavi a Dytrychové v Brodku u Přerova.

## Výroba zvonů
Zvony odlévají mistři zvonaři většinou ze zvonoviny – zvonového bronzu, co nejčistší slitiny 78 % mědi a 22 % cínu, bez jakýchkoli dalších příměsí. Forma pro odlévání se vyrábí ze speciálně upravené hlíny a skládá se ze tří částí – jádra (vnitřního profilu zvonu), košile (falešného zvonu, který se před litím odstraní) a pláště (vnějšího profilu zvonu). Celý proces vyžaduje značné zkušenosti a obratnosti.
Rozmístěním reliéfů, tvarem i hlasem je každý velký zvon jedinečný.

## Objekty nesoucí zvony
Zvony nejsou zavěšovány pouze na věže kostelů, ale také do celé řady jiných objektů, jako jsou věže radnic, věžičky kaplí, věžičky na domech, nádražích, školách, městské brány apod. Zvony byly rovněž od konce středověku až do 20. stol. na každé velké lodi, kde byly používány k signalizaci, zejména v mlze (s nástupem páry vytěsněny sirénou).
Z hlediska studia zvonů jsou nejvýznamnější ty objekty, které slouží převážně nebo výhradně k jejich zavěšení, tedy zvonice a zvoničky.
Zvonice původně vznikaly jako solitérní stavby, funkčně zastupující kostelní věže. K tomuto způsobu se v poslední době vracejí architekti při budování nových kostelů, protože zvonice, která není stavebně spojena s kostelem je konstrukčně jednodušší, protože se mechanická energie rozhoupaných zvonů nepřenáší na zdivo kostelní stavby. Zvonice bývají zděné, polozděné nebo dřevěné.
Zvoničky mívají především výstražnou a svolávací funkci. K jejich budování docházelo především od r. 1751, kdy Marie Terezie vydala protipožární nařízení, které mimo jiné přikazovalo zřídit v každé obci zvoničku pro varování před požárem.

## Jména zvonů
Kostelní zvony dostávají jména při svěcení. Svěcení provádí kněz, často biskup, před zavěšením zvonu na věž. Zejména v menších obcích bývá svěcení zvonu velkou událostí, při níž se všichni obyvatelé sejdou přivítat nový zvon. Odtud snad také pochází rčení „dát něco na zvon“, tj. něčím se pochlubit.
Vybírána jsou zpravidla jména podle českých patronů (Václav, Anežka, Jan Nepomucký, Cyril a Metoděj) nebo největších svatých (Marie, Josef). Zvon často dostává jméno podle svatého, jemuž je zasvěcen příslušný kostel, jindy může být také spojeno s osobou zvonaře či donátora. Tradice svěcení zvonů je doložena od 10. století.
Kromě těchto „oficiálních“ jmen, obdržených při svěcení, dostávají zvony také jména lidová. Ta může zvon získat:
- Podle funkce, jíž slouží. Např.:
  - Poledník – zvoní poledne.
  - Dominik – zvoní v neděli (latinsky dominica).
  - Šturmovák – zvoní na poplach.
  - Umíráček.
  - Klampáč – zvon, který zvoní klekání.
- Podle pověsti, která se k němu váže. Např.:
  - Žebrák – zvon nechal vyrobit žebrák.
  - Dublovák – zvon v Nechvalicích přiletěl do kostela z Dublovic.
  - Bužan – zvon nechala vyrobit paní Bužana za svého ztraceného muže.
  - Ptáček – do roztavené zvonoviny před litím spadl kos.
- Podle vztahu k ostatním zvonům. Např.:
  - Velký.
  - Prostřední.

Jména zvonů se však rychle zapomínají, takže dnes už je většina zvonů bezejmenných. U některých jmen zvonů už nelze dnes určit, z čeho pocházejí.

## Ztráty zvonů
Ke ztrátám zvonů dochází především následujícími způsoby.

### Požár
Požáry kostelů byly zvonům vždy největším nepřítelem. Takto byl poškozen například i Car kolokol, největší zvon světa.

### Rekvizice
K masovým rekvizicím zvonů docházelo v českých zemích (ale i jinde po celém světě) během válečných konfliktů, zejména během obou světových válek, a to za účelem získání zvonového bronzu vždy stejného definovaného složení, původně do 19. stol. na výrobu kanónů a jiných zbraní, později jako materiál lodních hřídelí a šroubů, kluzných ložisek a pro psychologické ochromení obyvatelstva obsazených území. Podle odhadů připravily válečné rekvizice Československo asi o dvě třetiny zvonového fondu.
Příprava na rekvizice zvonů v průběhu první světové války začala již roku 1915. V září tohoto roku nařídil ministerský výnos ponechat ve farních kostelech dva zvony, v menších svatostáncích dokonce pouze jeden zvon. První etapa rekvizic začala v srpnu 1916. Odevzdáno bylo přibližně 3 000 zvonů, tedy třetina celkového stavu v českých zemích. V druhé etapě, která začala v květnu 1917, padly zvony o průměru větším než 25 centimetrů a většina zvonů těžších než 30 kilogramů. Plánovaná třetí etapa rekvizic měla zabavit většinu zbývajících zvonů, kvůli skončení války však nebyla realizována. Celkem během první světové války podlehly rekvizicím přibližně tři pětiny všech zvonů v českých zemích, tedy asi 5 400 kusů. O zachování historicky cenných zvonů rozhodoval C. k. Zemský konzervátorský úřad, podle jehož nařízení nesměly být rekvírovány zvony vyrobené před rokem 1600.

Zabavování zvonů pro válečné účely za první světové války
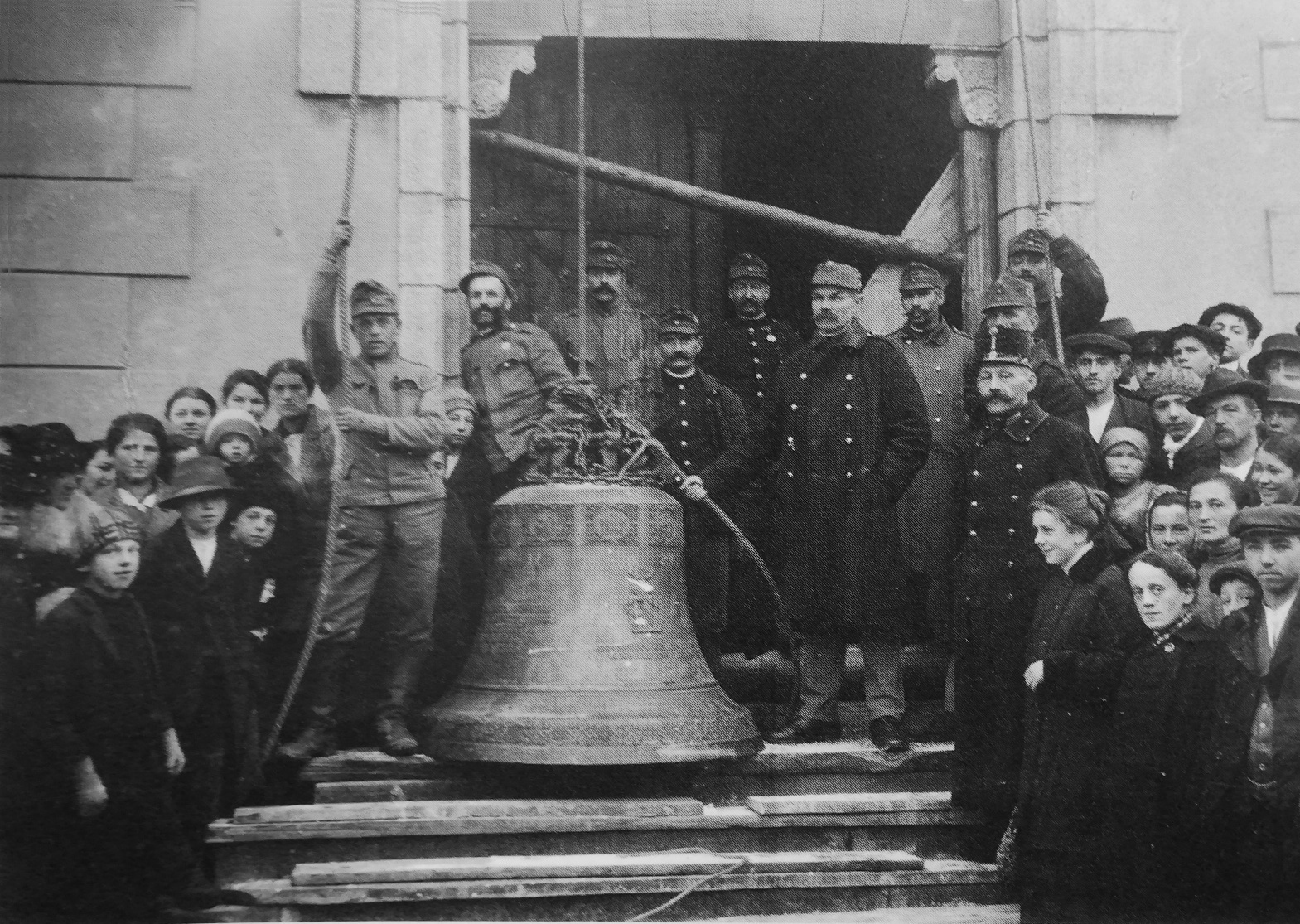
Snímání zvonů z věže kostela svaté Markéty v Kašperských Horách
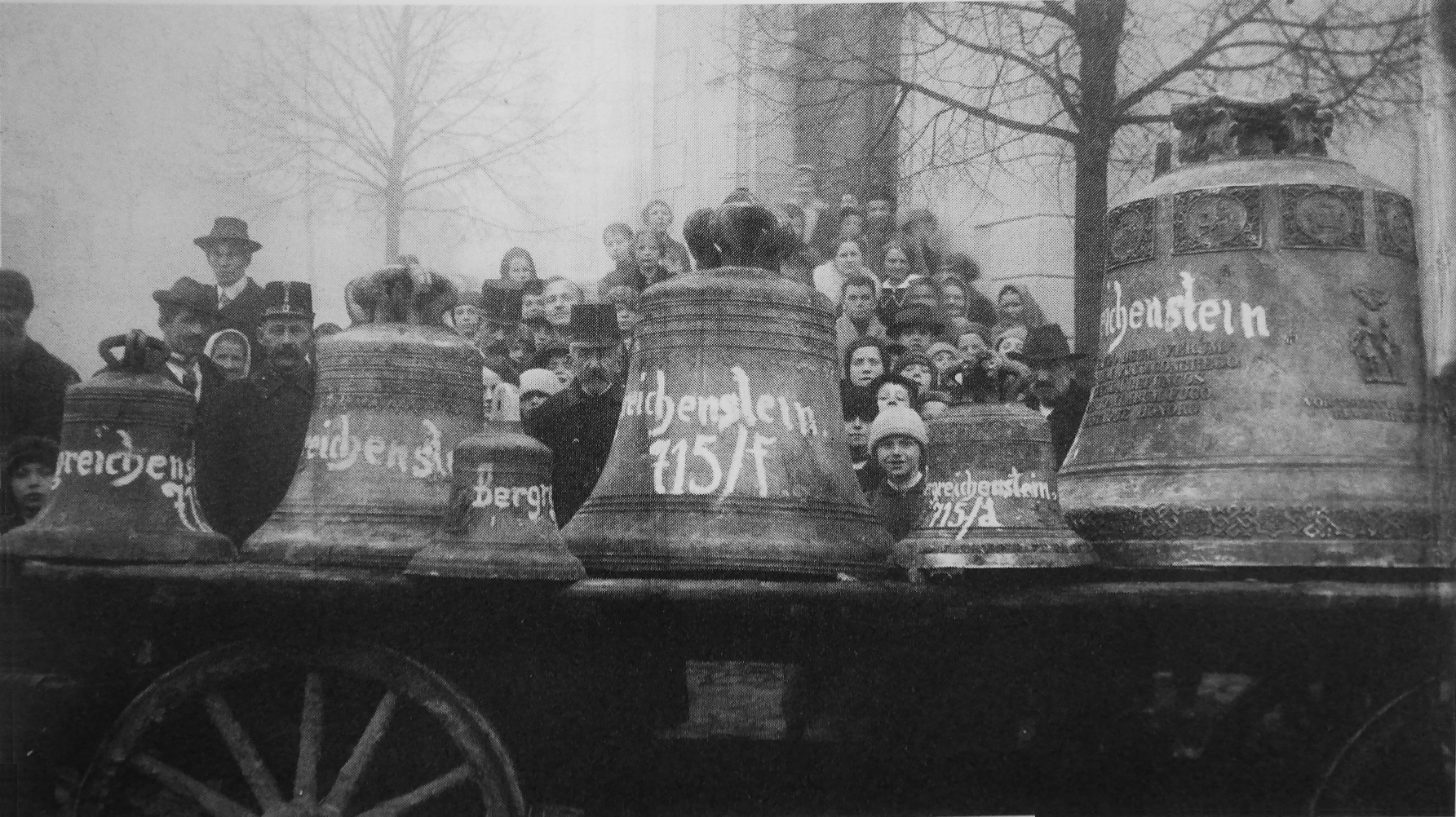
Zabavené zvony z věže kostela svaté Markéty v Kašperských Horách
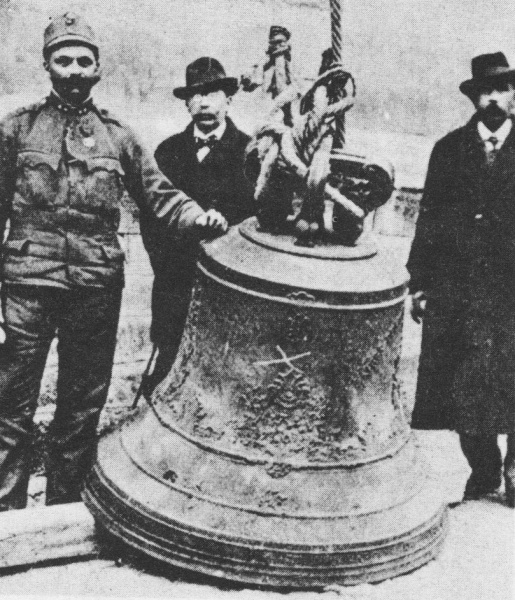
Rekvírování zvonů z píseckého kostela
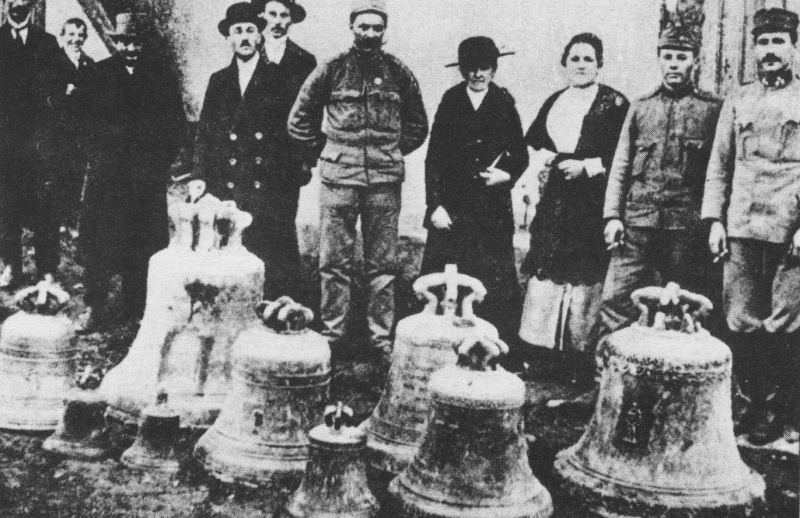
Zabavené zvony z českých vesnic

Ztráty první světové války se snažily obyvatelé nově vzniklého Československa rychle doplnit a celkový počet zvonů se dokonce o několik tisíc navýšil. Kvůli nedostatku zvonoviny používali zvonaři začasté také ocel nebo litinu. Rekvizice z období druhé světové války byly velmi důkladné a rozdělily zvony do čtyř kategorií podle stáří a umělecké hodnoty. Rekvizice probíhající v letech 1942–1943 připravily české země přibližně o 12 000 zvonů, přičemž zanikly téměř všechny prvorepublikové. Centrální úložiště rekvírovaných zvonů ze zemí obsazených Německem bylo v Hamburku, kam se jich dostalo celkem 96 000 kusů. Z nich válku přežilo pouze 14 000.

### Poškození zvonu (puknutí)
V současnosti už je možné puklé zvony restaurovat vypilováním a vyvařením pukliny, aniž by bylo nutné přelévat celý zvon. Tato operace je však náročnější a dražší než přelití, proto se provádí jen u historicky či umělecky cenných zvonů.

### Krádež
Krádeže zvonů nejsou – jak by se snad mohlo zdát – nějaký výstřelek moderní doby, dochází k nim už odpradávna. Dokládá to například příhoda z počátku 19. století ze Žabonosů (okres Kolín), kde na věži kostela sv. Václava měl své doupě loupežník Kovařík, který ve finanční tísni odcizil zdejší zvon. Velmi častá byla po celý novověk praxe u obchodních lodí, když prodej dovezeného zboží nedosáhl zisku a posádka nebyla řádně vyplacena, tehdy byl prodán lodní zvon a posádka se podělila o výtěžek. Nutno však podotknout, že na lodích až na výjimky nebyly zvony nijak cenné, nejvyšší hodnotu představoval materiál.
Z nedávné minulosti můžeme uvést případ, kdy v r. 1999 z kostela sv. Floriána v Krásném Březně v Ústí nad Labem vyhodili Romové zvon z r. 1601 z okna a střepy prodali do sběrných surovin. Utržili za to 5 300 Kč, ač odborníci stanovili cenu původního zvonu na 750 000 Kč.

## Hudební stránka zvonu
Zvon jako hudební nástroj je jedním z nejsložitějších idiofonů. Vydává asi 70–100 tónů, přičemž čím je zvon větší, tím více tónů je slyšet. Ze všech nejdůležitější je nárazový tón, potom spodní, což je nejhlubší tón zvonu, nejlépe o oktávu nižší než nárazový, dále prima, která je naopak nejdelším tónem zvonu a měla by se s nárazovým shodovat, následně kvinta, tercie a svrchní oktáva. Podstatná ovšem není pouze harmonická shoda, ale také barva, hlasitost a délka zvuku zvonu. Dosahu zvuku zvonu je záhodno napomoci také celkovým vybavením, tedy užitím dřevěné hlavy i konstrukce a zajištěním prostupnosti zvuku stěnami. Z toho důvodu jsou praktičtější dřevěné zvonice, u zděných je dobré zasadit do zvukových oken dřevěné žaluzie místo okenic, lépe žaluzie zalomené, které způsobí, že zvuk se netlumí u kostela, ale je veden do větší vzdálenosti.
Při souzvuku více zvonů je možno dosáhnout souzvuku harmonického (čímž vznikne akord), melodického (stupnice) nebo harmonicko-melodického (akord ve stupnici). Kombinací je mnoho, oblíbené bylo např. c, es, f – TE DEUM, c, es, f, g – KYRIE. Když je příliš mnoho zvonů, svrchní tóny se ztrácejí, proto souzvuk pěti zvonů je asi nejlepší, přičemž je ovšem třeba dbát na to, aby se zvony houpaly ve správném rytmu – tak, aby se navzájem nerušily a všechny byly slyšet. Ne vždy se takový soulad podaří, čehož využila lidová tvořivost, a tak se na osoby, které se příliš hlasitě a bezohledně dovolávají pozornosti, užívá přísloví: „Kde veliké zvony zvoní, tam se malých neslyší.“
Vesměs každá obec by si přála, aby její zvony byly označeny jako ty s nejkrásnějším zvukem. V literatuře se uvádí, že nejlepší hlas mají zvony z italských Benátek; co se týče našich obcí, názory se rozcházejí a regionální literatura uvádí, že právě jejich zvony jsou ty nejkrásnější, nejzvučnější a vůbec nejlepší, lze ovšem předpokládat, že nejlepší zvuk přece jen mají zvony, které vznikají v současnosti, neboť moderní nástroje umožňují dosáhnout té nejpřesnější slitiny, žebra a dodržení všech kroků tavby a lití.

## Použití zvonů
Zvonění rozdělujeme do následujících kategorií.
- Zvonění zvoucí k modlitbě.
- Zvonění k významným událostem – životní mezníky (křest, svatba, úmrtí), vítězství ve válce, narození následníka trůnu apod.
- Signální zvonění – varování před požárem, povodní, útokem nepřátel; dnešní signální zvonky.
- Zvonění ohlašující denní dobu – začátek a konec pracovní doby, vyučování, pivní zvon k uzavření hospod.
- Zvonění odpuzující zlé síly – zvonění na mraky, zvonění proti epidemiím.

Ke zvonům se vážou také některé pověry a zvony mají svůj specifický význam v lidové magii.

## Patroni zvonařů a zvoníků
- Biskup Paulinus z Noly v Kampanii. Zemřel r. 431. Legenda praví, že se stal prvním křesťanským zvonařem, když jednoho dne uviděl zvonky - květiny, z jejichž květů se linuly nezemsky krásné zvuky, což ho přivedlo na myšlenku vyrobit podobný nástroj z kovu pro slávu Boží. Ve skutečnosti Paulinus zvony pravděpodobně nikdy neodléval, ale byl zřejmě prvním, kdo jich začal v křesťanské církvi pravidelně užívat ke svolávání věřících. Patron zvonů.
- Sv. Antonín poustevník. Patron zvonařů.
- Sv. Forkern. Irský mnich a zvonolijec. Zemřel r. 490. Patron zvonařů.
- Sv. Agáta. Zemřela r. 225 na Sicílii. Patronka zvonařů.
- Sv. Barbora. Zemřela ve 3. století. Patronka zvonařů.
- Sv. Teodor. Zobrazován s ďáblem u nohou nesoucím zvon, zemřel v 5. století ve Švýcarsku. Patron zvonařů.
- Sv. Zuzana (Starý zákon). Patronka zvonařů.
- Sv. Kvído z Anderlechtu. Zemřel r. 1010 v Belgii. Patron zvoníků.[20]

## Zvonky, ozdoba a oděvní doplněk
- O Vánocích se občas věší na vánoční stromeček skleněné, plechové, perníkové nebo slaměné zvonky. Zvoneček se tak stává také jedním z novodobých symbolů Vánoc (vedle Ježíška, stromečku, kaprů, dárků apod.).
- O Vánocích se lze se zvonky setkat i v obchodech, používají se i na zvonících svícnech, kdy do zvonku tluče otočná vrtulka poháněná teplými spalinami stoupajícími vzhůru od plamene svíčky, v některých rodinách pak dětem Ježíškův příchod ohlašují pomocí speciálního zvonku (umístěného mimo vánoční stromeček).
- Malé ozdobné zvonečky ve formě rolniček se také v minulosti umísťovaly na postroje tažných koní či sloužily jakožto zvláštní oděvní doplněk (Kašpárkovy rolničky na čepici).
- Legendární švýcarské alpské zvony a zvonce dnes také slouží, kromě svého původního účelu, i coby osobitý symbol pro své země (zejména pro Švýcarsko a Rakousko). Dále je lze použít i jako zvláštní ozdoby, v alpských zemích se používají ve formě zajímavé turistické atrakce a posléze i coby pěkný suvenýr pro vzpomínku z cest.

## Zajímavosti a souvislosti

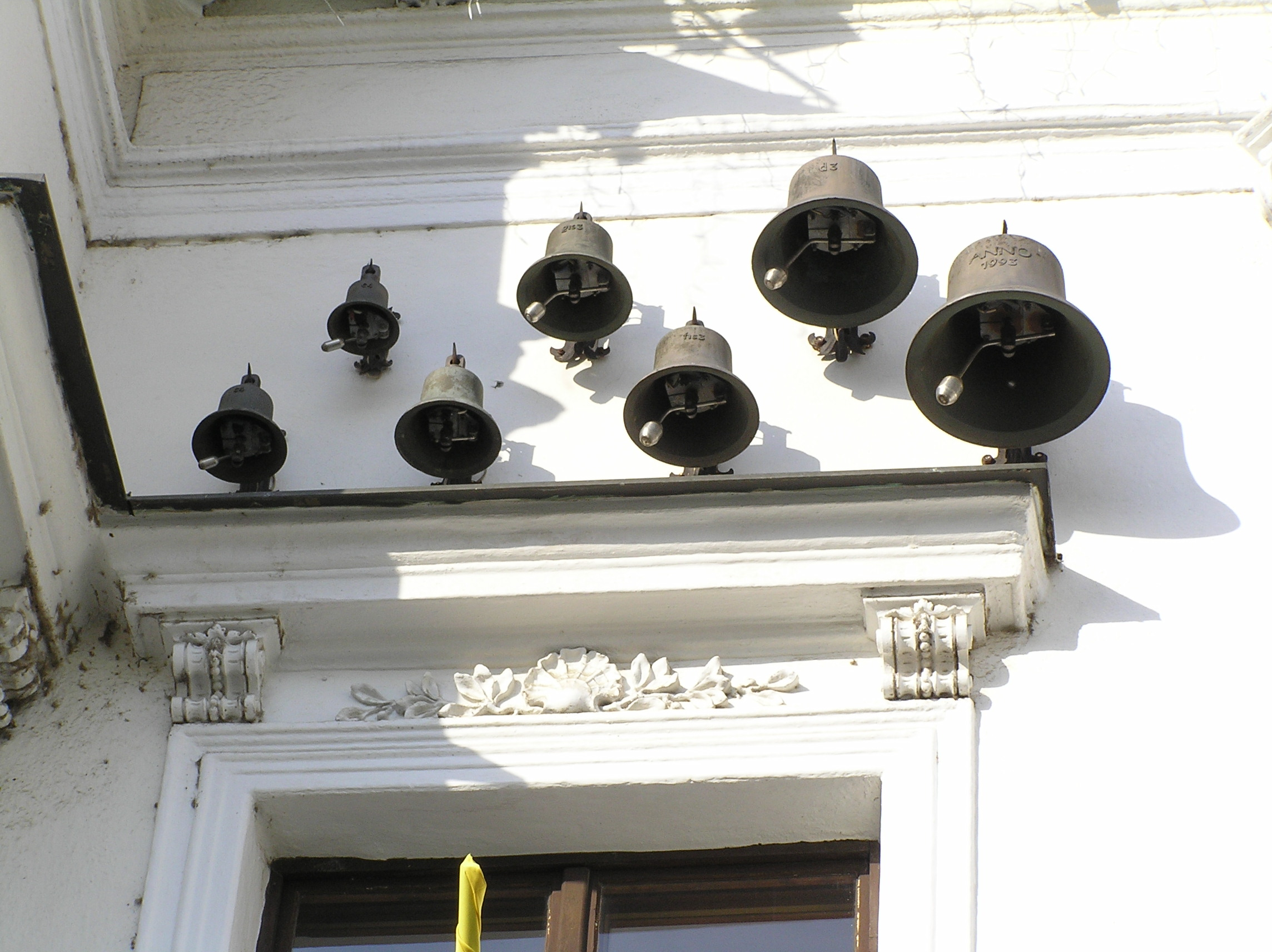
Zvonky ve slovenské Žilině

- Termínem (instalatérský) zvon bývá podle svého charakteristického tvaru také označován ruční pryžový nástroj sloužící pro uvolňování ucpaných odpadů při kanalizaci vody v domácnostech.
- Termínem potápěčský zvon je nazýváno specializované potápěčské zařízení sloužící pro vyrovnávání přetlaku při potápění, zařízení je známo též pod názvem keson, což je speciální stavební zařízení pro stavby prováděné pod vodní hladinou
- Charakteristický tvar zvonu mají i okvětí u některých vyšších rostlin, které pak byly podle zvonu i pojmenovány. Jde o zejména o byliny řádu zvonkotvaré (Campanulares), čeledi zvonkovité (Campanulaceae) – např. zvonek (Campanula), zvonečník (Phyteuma) nebo zvonovec (Adenophora).
- Podle zvuku zvonku byli pojmenováni někteří ptáci z řádu pěvců – např. zvonohlík (Serinus) nebo zvonek (Chloris).
- Zvuk zvonů, zvonků a zvonců je velice charakteristický, v moderních elektrofonických nástrojích existují možnosti jak tyto zajímavé hudební zvuky elektronicky velmi věrně napodobovat, což se využívá kupř. zejména v umělecky zaměřených experimentálních hudebních skladbách.
- O zvonech, zvonicích a zvonících (tj. o obsluze zvonů) pojednává také celá řada klasických uměleckých děl, mimo jiné též světoznámý román Chrám Matky Boží v Paříži (někdy též uváděno pod názvem Zvoník od Matky Boží), který byl již několikrát zfilmován.[21] V českém prostředí je dobře známá i Haškova povídka „Zvony pana Mlácena“, která již byla také zfilmována.[22]